# Asley González
Asley González (Caibarién, 13 marzo 1990) è un judoka cubano, vincitore della medaglia d'argento nella categoria fino ai 90 kg a Londra 2012.

## Palmarès
- Giochi olimpici estivi

2012 - Londra: argento nella categoria fino ai 90 kg.